# Mystic River Reservation

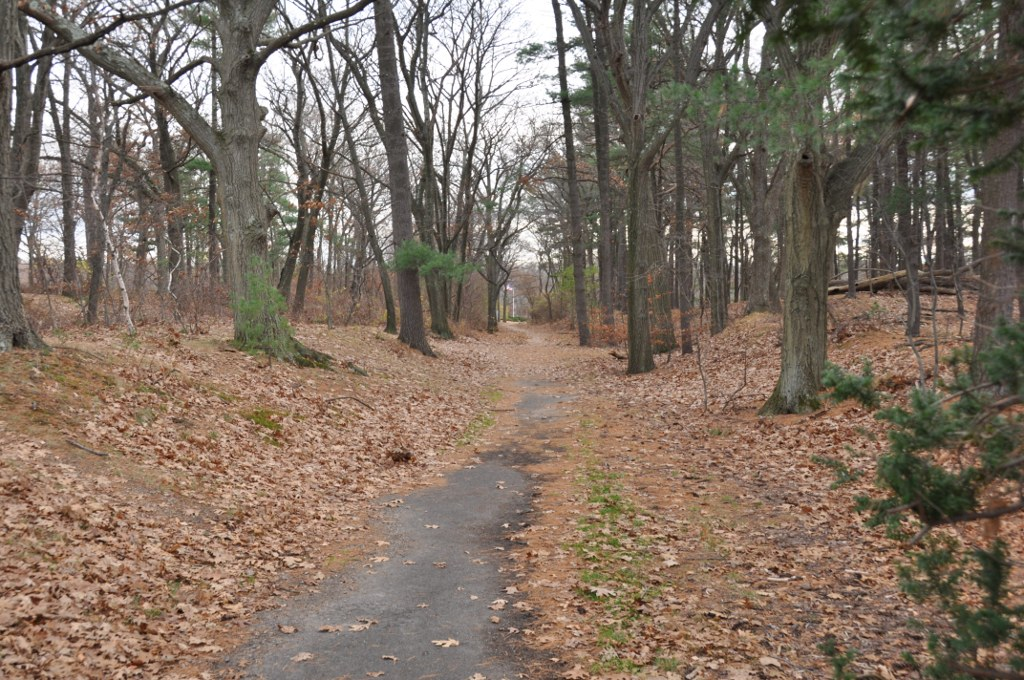
Ein Wanderweg (ein trockengelegter Abschnitt des ehemaligen Middlesex Canal) in der Nähe von George Shannon Beach in Winchester

Das Gebiet Mystic River Reservation ist ein im öffentlichen Besitz befindliches, als State Park ausgewiesenes Naturschutzgebiet entlang des Mystic River im östlichen Bundesstaat Massachusetts der Vereinigten Staaten. Es wird vom Department of Conservation and Recreation verwaltet und ist Teil des Metropolitan Park System of Greater Boston. Der Park ist Teil des 75 mi² (194,25 km²) großen Einzugsgebiets des Mystic River und befindet sich auf den Stadtgebieten von Winchester, Arlington, Medford, Somerville, Everett und Chelsea.

## Geschichte
Das Schutzgebiet umfasste ursprünglich etwas mehr als 240 Acres (100 ha) Landfläche und wurde nach und nach vergrößert. Im frühen 20. Jahrhundert gelangte das meiste Land entlang des Mystic River in Medford, Arlington und Somerville in öffentlichen (d. h. staatlichen) Besitz und wird vom Massachusetts Department of Conservation and Recreation (DCR) verwaltet.

## Beschreibung
Zum Schutzgebiet gehören die vier Parks Draw Seven Park (Somerville), Torbert MacDonald Park (Medford), Mystic Lakes (Winchester, Arlington und Medford) sowie der Mary O'Malley Waterfront Park (Chelsea). Das Gelände ist jeden Tag von Sonnenauf- bis Sonnenuntergang frei zugänglich.
Im Jahr 2010 veröffentlichte das DCR mit dem Mystic River Master Plan ein Konzept zur Restaurierung und zum weiteren Schutz des Gebiets. Die vorgesehenen Projekte enthielten unter anderem eine Partnerschaft zwischen dem DCR und der Stadt Medford, um das Condon Shell (ein Freiluft-Amphitheater in der Nähe des Medford Square) sowie die Amelia Earhart Dam Basin Parklands zu restaurieren. Ebenso war ein mit 3,6 Millionen US-Dollar aus dem US-amerikanischen Bundeshaushalt finanzierter Verbindungsweg zwischen dem Schutzgebiet, dem Minuteman Bikeway und der MBTA-Station in Alewife vorgesehen.

## Freizeit- und Erholungsmöglichkeiten
Im Park gibt es Möglichkeiten zum Radfahren, Bootfahren, Wandern, Rudern, Laufen, Segeln, Fußballspielen, Schwimmen und Tennisspielen.